# 666 Ways to Love: Prologue
666 Ways to Love: Prologue è un EP del gruppo musicale HIM che segna il loro debutto sulla scena musicale nel 1996.

## Il disco
L'uscita del disco è stata limitata alla sola Finlandia con una tiratura di mille copie.
Sulla copertina di questo CD è raffigurata la madre del cantante degli HIM Ville Valo, Anita.
Prodotto da Hiili Hiilesmaa, l'album è stato pubblicato con etichetta BMG/RCA.

## Tracce
Tutte le tracce sono scritte da Ville Valo tranne ove indicato:
1. Stigmata Diaboli - 2:55
2. Wicked Game (cover di Chris Isaak) - 3:56
3. Dark Sekret Love - 5:19
4. The Heartless - 7:25

## Formazione
- Ville Valo - voce
- Lily Lazer - chitarra
- Migé Amour - basso
- Juhana Rantala - batteria

Altri musicisti
- Sanna-June Hyde - voce in Dark Sekret Love